# Palacio de Markeskua
El palacio de Markeskua, conocido también por casa torre de Isasi o palacio del Marqués de Isasi, se encuentra en la ciudad guipuzcoana de Éibar en el País Vasco, España. Estaba situado en el del Antiguo Camino Real. Fue declarado de Interés Cultural el 17 de enero de 1964.

## Descripción
Se trata de un edificio palaciego planta cuadrada y cuatro alturas de mediados del siglo XVI realizado en estilo renacentista. Su cubierta es a cuatro aguas y la fachada principal está realizada en sillería de arenisca en sillarejo con sillar recercando huecos y esquinales, mientras que las fachadas laterales y trasera son de aparejo de mampostería. El tejado a cuatro aguas está rematado por un alero de madera con los canes tallados. 
En la fachada principal sobre el arco de gran dovelaje, medio peraltado dovelado en sillares de cantería arenisca, con clave salmer, seis dovelas y jambas de tira de sillar de corto tamaño, muy desproporcionadas, que sirve de acceso destaca un gran escudo con las siguientes armas: En campo de oro un árbol de sinople y dos lobos de sable empinados al tronco y afrontados. Otros traen: En campo de azur trece torres de oro puestas de tres en tres y una de non, que queda ubicado entre la primera y segunda alturas bien centrado en el conjunto de la fachada. La entrada está por sendas ventanas adinteladas y recercadas, mientras que en los demás pisos se abren cuatro ventanas adinteladas y recercadas con repisas de piedra por planta, algunas fuera del eje de fachada.
La fachada oeste tiene dos ventanas adinteladas y recercadas en planta baja y otras dos en la primera, mientras que en la segunda y tercera se abren tres ventanas de factura posterior. En la fachada este se levanta un adosado realizado en mampostería rematada con sillares en esquinas y cercos cubierto por un tejado con aleros con canes tallados bajo el cual, la fachada principal se abren tres ventanas adinteladas y recercadas en cada planta, mientras que en su lado este tiene un acceso adintelado, una platabanda delimitando las alturas y dos ventanas adinteladas y recercadas en la primera altura.

## Historia
Ha albergado a personas de la familia real como Isabel II y la reina María Cristina, Alfonso XIII y Victoria Eugenia. Como testigo de la relación de los Isasi con la corona queda el retrato del infante Don Francisco Fernando, hijo del Señor Don Felipe IV, en traje de cazador con la escopeta en la mano y un perro al lado, que llegó a residir una pequeña temporada en este edificio. Felipe IV había delegado la educación de su hijo a don Juan Isasi Idíaquez, caballero de Santiago, señor de algunas villas en Castilla y de esta torre. El infante falleció en Palacio el 11 de marzo de 1634
En 1905 Hermanos de las Escuelas Cristianas, Hermanos de La Salle, llegan a Éibar tras su expulsión de Francia por la Ley Combes y se instalan en é, entonces propiedad de la condesa de Villamarciel. Tras su vuelta Francia en 1914, en 1922  el presidente de la Asociación Patronal Eibarresa junto con unos padres de familia, buscan la creación de un colegio religioso que supla al desaparecido de La Salle, al final, tras contactaron varias congregaciones religiosas, son los  Hermanos Corazonistas los que se hacen cargo de un nuevo colegio, al que llaman “Colegio de la Inmaculada de Arrate” y ubican en el mismo sitio donde permanecerá hasta 1933 que se inaugura el nuevo edificio docente al lado de la vecina Escuela de Armería, en un solar donado por la parroquia y sufragado por José Antonio Guisasola que le daría nombre al grupo escolar. 
En junio de 1937 se instalan en el edificio las monjas del vecino Convento de la Concepción que había resultado muy dañado durante la Guerra Civil. Permanecerán en este edificio hasta que el 11 de diciembre de 1955 se trasladarán a las nuevas instalaciones de Ipurua.
A finales del siglo XX, después de una profunda restauración, se instala en él la sede de la Universidad de Verano del País Vasco, donde se dan charlas y conferencias.